# Oliestraat
De Oliestraat is een straat in de stad Zaltbommel in de Nederlandse provincie Gelderland. De straat loopt vanaf de Nonnenstraat tot de Gamerschestraat, Markt en de Tolstraat die in het verlengde van deze straat ligt. Zijstraten van deze straat zijn de Spiesmakerstraat, de Looiersgang, de Rozemarijnsteeg en de Minnebroederstraat. Aan de Oliestraat bevindt zich een aantal panden met de status van rijksmonument, zoals onder andere de waag op nummer 1 en de Rooms Katholieke Kerk van Sint-Martinus uit 1837 op nummer 28. De Oliestraat is ongeveer 250 meter lang.

## Trivia
- De bakermat van de familie Philips is Zaltbommel. Zij bezaten daar een bank en een tabakshandel en later ging men experimenteren met elektriciteit in een schuurtje aan de Oliestraat.[2]

## Fotogalerij

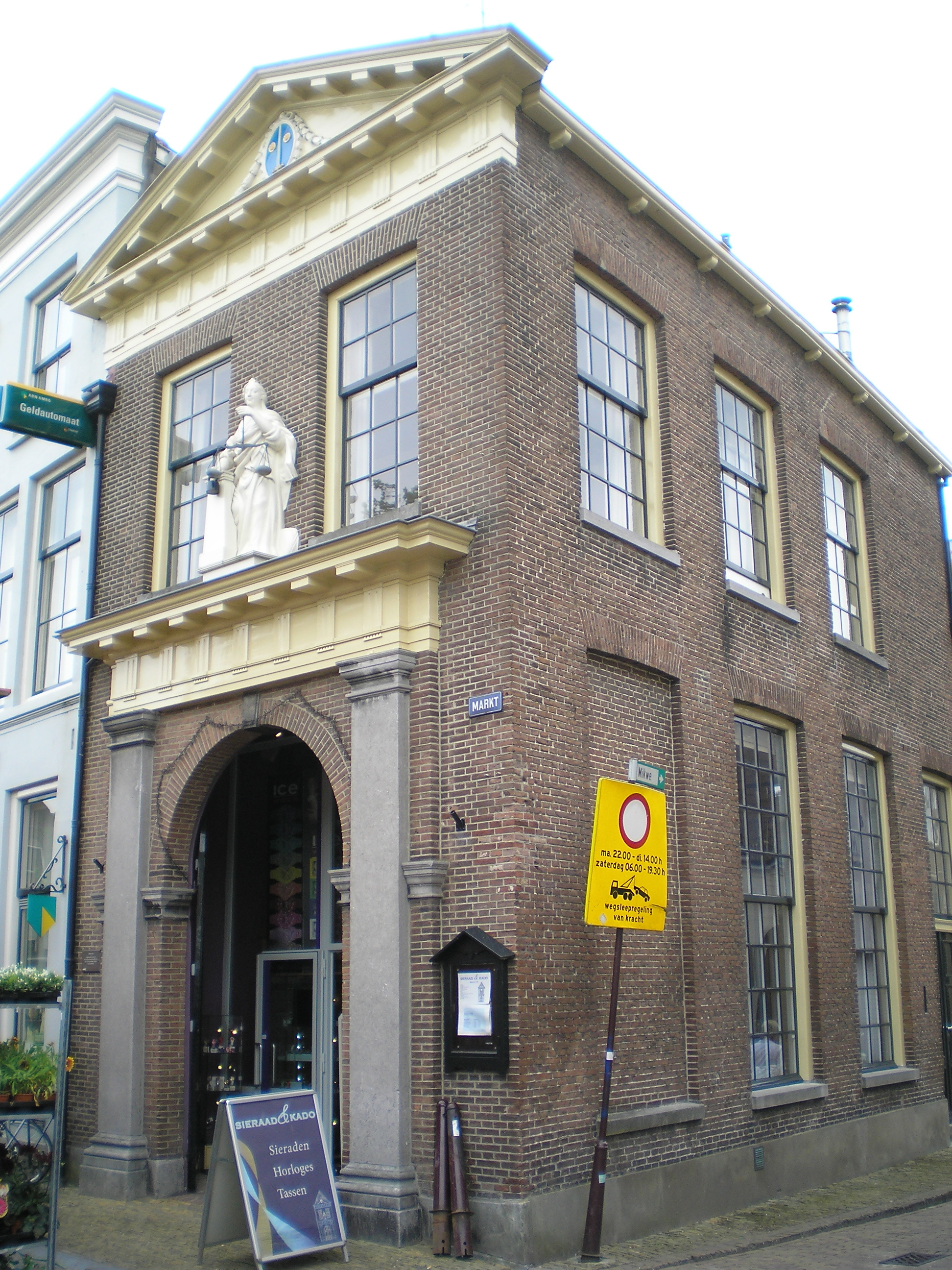
De waag aan Oliestraat 1 hoek Markt (rijksmonument)
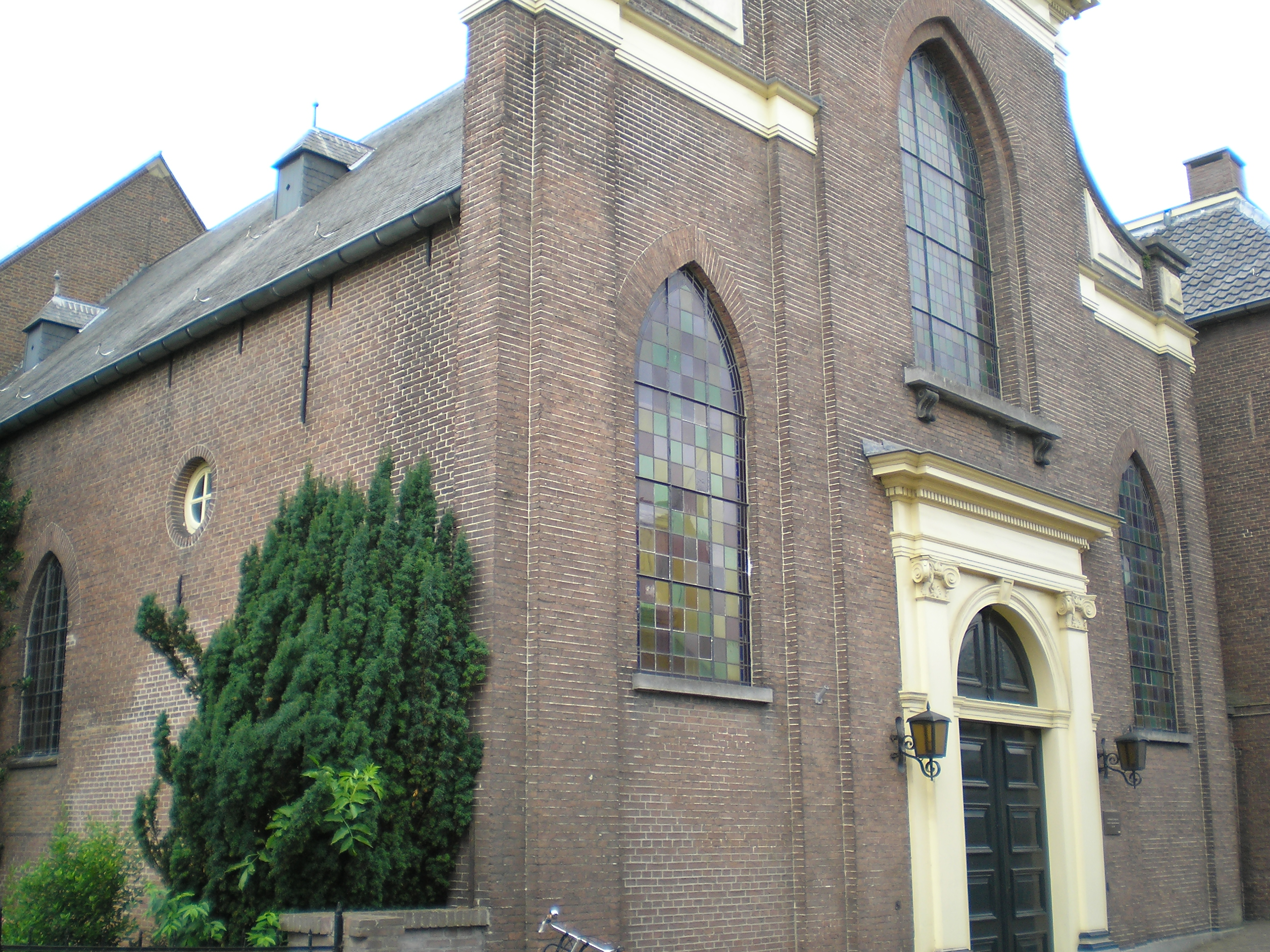
Rooms Katholieke Kerk van St. Martinus (rijksmonument)
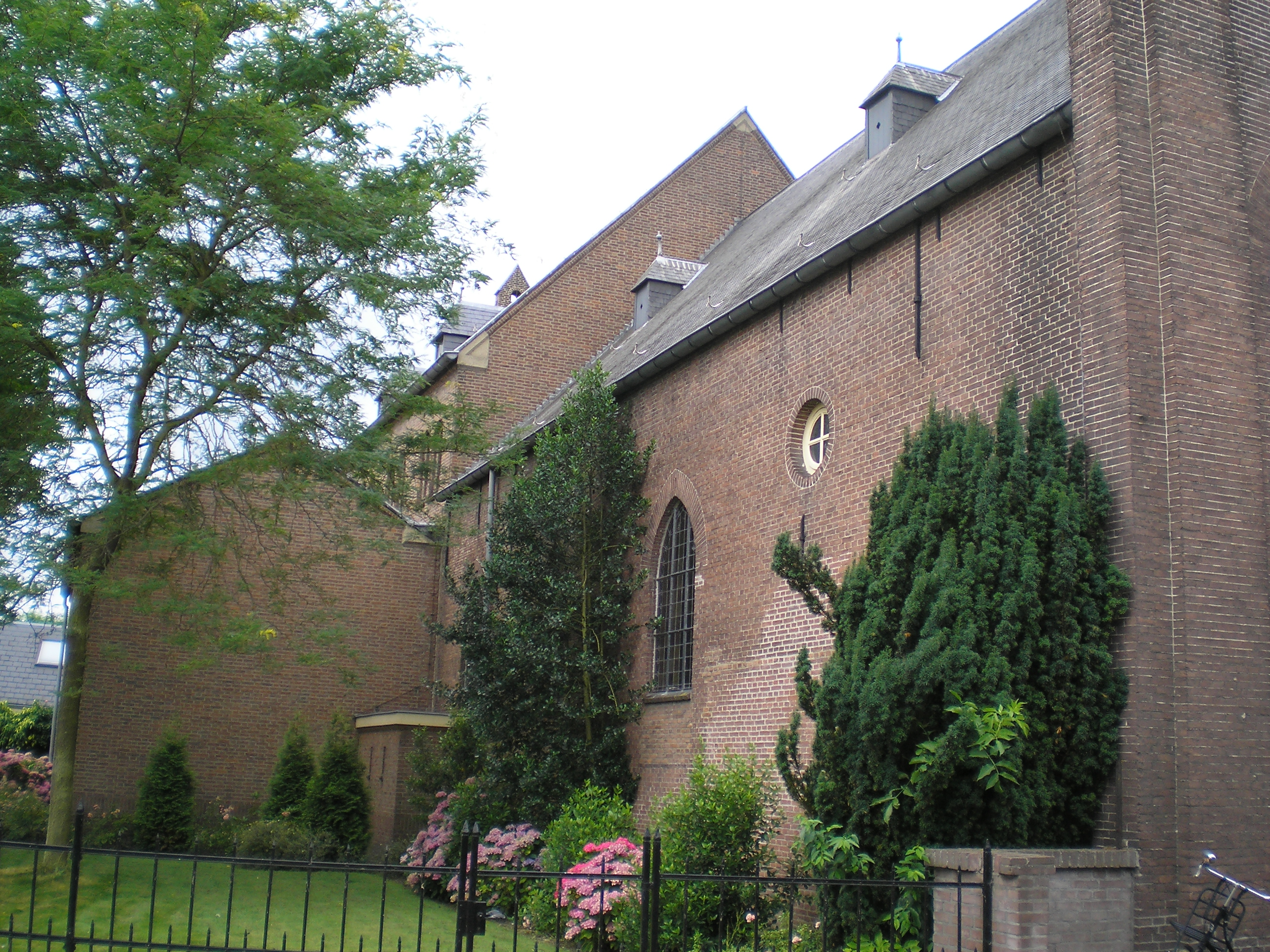
Tuin van R.K. Kerk van St. Martinus
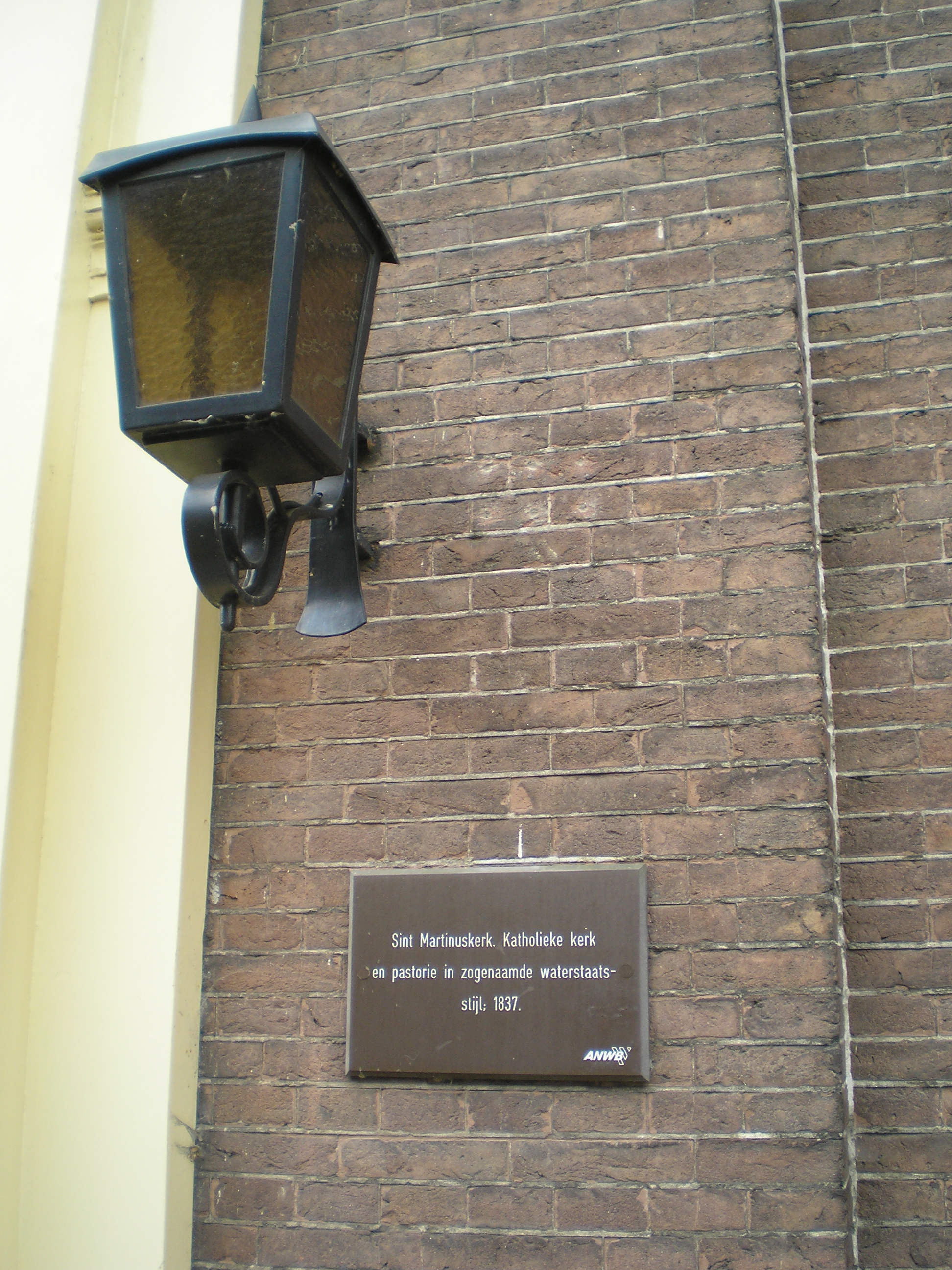
Tekstbord R.K. Kerk van St. Martinus
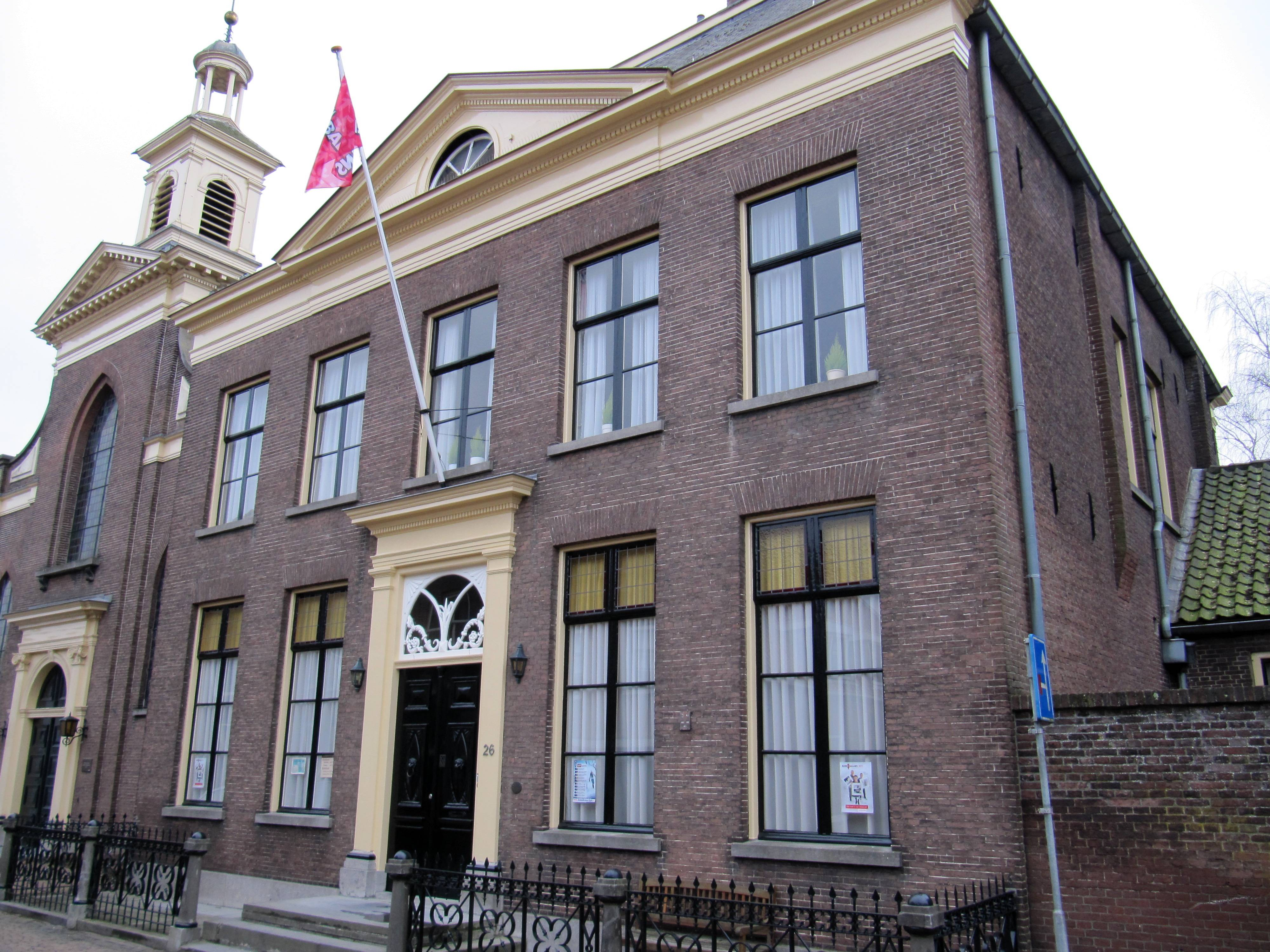
Pastorie de Rooms Katholieke Kerk van St. Martinus (rijksmonument)

Boschstraat ·
De Virieusingel ·
Gamerschestraat ·
Gasthuisstraat ·
Kerkplein ·
Kerkstraat · 
Korte Steigerstraat ·
Korte Strikstraat ·
Lange Steigerstraat · 
Markt ·
Nieuwstraat ·
Nonnenstraat ·
Oliemolen ·
Oliestraat ·
Steenweg ·
Tolstraat · 
Vismarkt · 
Waalkade · 
Waterstraat · 
Zandstraat